# Каллежа, Ги
Ги Каллежа (фр. Guy Calléja; 29 мая 1938, Бордо — 29 августа 2023) — французский футболист и тренер.

## Биография

### Игровая карьера
На протяжении 13 сезонов играл за «Бордо», играя за «жирондистов», как и во втором дивизионе, так и в высшем. В составе этой команды он был одним из ключевых игроков, трижды в 1965, 1966 и 1969 годах став вице-чемпионами страны. Помимо этого в составе «Бордо» был трижды финалистом Кубка Франции в 1964, 1968 и 1969 годах.
В 1969 году перешёл в «Газелек», в составе которого отыграл шесть сезонов.

### Тренерская карьера
Закончив карьеру игрока, был играющим тренером в «Газелеке», а затем дважды был главным тренером этой команды (1980―1990). В 1998 году в течение некоторого времени возглавлял «Канн».

### Смерть
Скончался 29 августа 2023 года в возрасте 85 лет.